# Kaplica Królowej Różańca Świętego w Poczołkowie
Kaplica Królowej Różańca Świętego – rzymskokatolicka kaplica położona we wsi Poczołków (gmina Zębowice). Kaplica należy do parafii Wniebowzięcia NMP w Zębowicach w dekanacie Dobrodzień (diecezja opolska)